# Aeroportul Hechi Jinchengjiang
Aeroportul Hechi Jinchengjiang (IATA: HCJ, ICAO: ZGHC) este un aeroport din Jinchengjiang District⁠(d), Hechi⁠(d), Guangxi, Republica Populară Chineză ce deservește zona Hechi⁠(d). Aeroportul a fost tranzitat în 2022 de 9.946 de pasageri. A fost deschis în 28 august 2014 și numit după zona deservită.
Situat la o altitudine de 677 m, aeroportul dispune de o singură pistă.